# Ruviano
Ruviano est une commune de la province de Caserte dans la région Campanie en Italie.

## Administration
| Période                                  | Période  | Identité       | Étiquette | Qualité |
| ---------------------------------------- | -------- | -------------- | --------- | ------- |
| 30 mai 2006                              | En cours | Roberto Cusano |           |         |
| Les données manquantes sont à compléter. |          |                |           |         |

### Hameaux
Alvignanello, San Domenico

### Communes limitrophes
Alvignano, Amorosi, Caiazzo, Castel Campagnano, Faicchio, Gioia Sannitica, Puglianello